# Sanytrovka
Sanytrovka je bývalá viniční usedlost v Praze 6-Dejvicích, která stojí v Šáreckém údolí při cestě pod jižním svahem poblíž Žežulky.

## Historie
Po roce 1560 byly v místech usedlosti spojeny tři menší vinice v jeden vinohrad staroměstským měšťanem Štěpánem Rybářem. Vinohrad měl rozlohu mezi pěti a osmi strychy, protože Rybář často části vinice přikupoval nebo odprodával.
Roku 1642 jej koupil sanytrník Matyáš Erl ze Starého Města a po něm získal vinohrad svůj název. Měl rozlohu přes 7 strychů a plat z něj chodil pražskému purkrabství. Erl přikoupil pustou loučku u potoka a postavil obytné stavení uváděné jako „chalupa“.
Roku 1784 vlastnila usedlost Anna Králová a po ní její dědicové. k Sanytrovce patřily 3 zahrady, 3 pole, vinice a pustá vinice a k nim roku 1846 přikoupil Král ještě dvě jitra polí. Králův syn Josef usedlost roku 1900 prodal Josefu Štěpánovi; poté se majitelé rychle střídali.
Dům byl po roce 1920 značně přestavěn a má podobu rodinné vily.